# Мухортова, Мария Владимировна
Мари́я Влади́мировна Мухо́ртова (род. 20 ноября 1985) — российская фигуристка, с 2003 по 2010 годы выступавшая с Максимом Траньковым в парном разряде. Эта пара чемпионы мира среди юниоров 2005 года, бронзовые призёры зимней Универсиады 2005 года, чемпионы России 2007 года, серебряные призёры чемпионата Европы 2008 года. По окончании сезона 2009—2010 встала в пару с французом Жеромом Бланшаром и выступала с ним один сезон.
Мария ранее выступала с Павлом Лебедевым, с которым завоевала серебряные медали на зимней Универсиаде в 2003 году.

## Карьера
Мария Мухортова родилась 20 ноября 1985 года в Ленинграде. Когда Маше было два года, её семья уехала в Липецк, где родился её отец. В пять лет её отвели в группу прыжков в воду, но Марию не приняли из-за роста. Как-то раз, гуляя по городу, мать увидела объявление о наборе в группу фигурного катания и решила записать Машу.
В шестилетнем возрасте Мария начала кататься в группе Быстряковой Нины Владимировны, позже занималась у Сухаревой Галины Павловны, которая и привезла её в Санкт-Петербург в группу парного катания к тренеру Наталье Павловой, когда Марии было 13 лет. Первым партнёром был Егор Головкин, с которым они прокатались два года. Затем Мухортова перешла в группу Великовых, встала в пару с Павлом Лебедевым. С ним Мария и попала в сборную, ездила на юниорские этапы Гран-При и дважды на финале Гран-При среди юниоров была восьмой, а на чемпионатах мира среди юниоров два года подряд Мария и Павел занимали четвёртое место.
После разлада с партнёром встала в пару с Максимом Траньковым, а в 2005 г. Мария и Максим стали чемпионами мира среди юниоров.
В 2006 году спортсмены в очередной раз сменили тренера, новым наставником стал Олег Васильев. Сразу после этого они уверенно выиграли чемпионат России 2007 года, на чемпионат Европы того же года они не поехали из-за травмы Марии, а на чемпионате мира стали 11-ми.

В сезоне 2007/2008 года пара стала серебряными призёрами чемпионата России, уступив Юко Кавагути и Александру Смирнову, а позже на чемпионате Европы, обыграла их, став второй следом за Алёной Савченко и Робином Шолковы. На чемпионате мира 2008 года, сорвав несколько элементов и в короткой и в произвольной программе, спортсмены заняли только 7—е место.

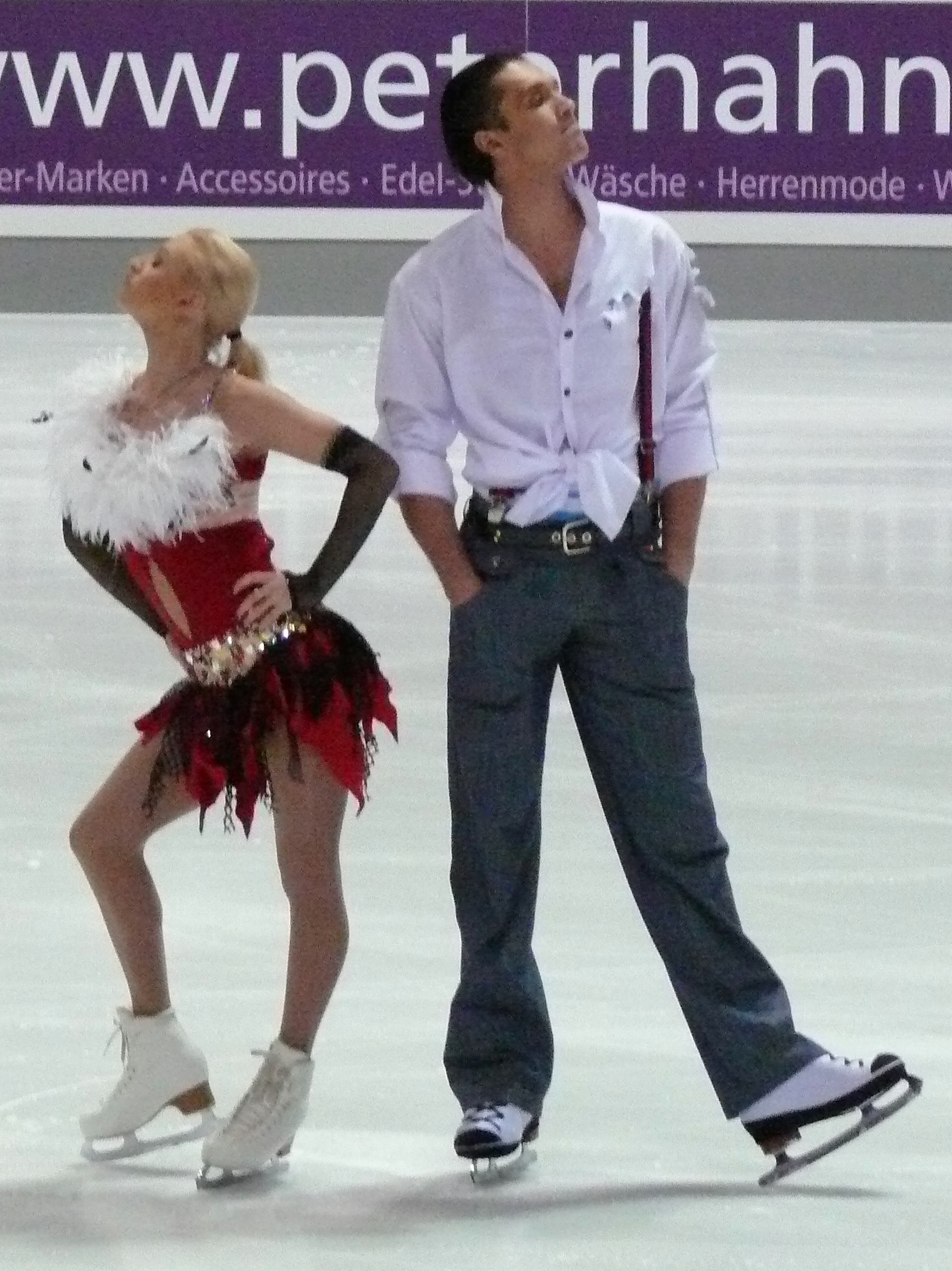
Мария Мухортова и Максим Траньков на турнире Nebelhorn Trophy в 2008 году

В сезоне 2008—2009 пара заняла третье место на турнире «Skate America» и стала второй на Trophee Eric Bompard, впервые в своей карьере отобравшись для участия в финале Гран-при по фигурному катанию. Там они заняли шестое, последнее место, плохо выступив в произвольной программе. Одной из причин неудачного выступления стало плохое самочувствие партнёра в связи с острым пищевым отравлением (на этом финале отравились несколько спортсменов и судей). Сразу после окончания соревнований Максим был доставлен в больницу. Спустя две недели, на чемпионате России, лидируя в короткой программе, партнёр допустил ряд ошибок в прыжковых элементах произвольной программы и пара вновь стала серебряными медалистами национального первенства. На чемпионате Европы после исполнения короткой программы были первыми, опережая Алену Савченко и Робина Шелковы почти на три балла, но в произвольной программе снова допустили ряд ошибок, заняли четвёртое место и в итоге стали только третьими. На чемпионате мира заняли пятое место.
В октябре 2009 года впервые в карьере выиграли этап «взрослой» серии Гран-при — «Trophee Eric Bompard». В финале Гран-при заняли 4-е место. Затем повторили свои прошлогодние результаты на чемпионатах России и Европы.
На Олимпийских играх 2010, в короткой программе Траньков упал при исполнении тройного тулупа, пара допустила ещё несколько помарок и оказалась на 8-м месте. В произвольной программе они были 5-ми, а в итоге смогли занять лишь 7-е место.
На послеолимпийском чемпионате мира дуэт допустил курьёзную ошибку — при исполнении в произвольной программе выброса упал партнёр. Они заняли 4-е место.
После чемпионата мира Максим Траньков заявил о распаде пары. Разрыв произошёл по инициативе Транькова, конкретные причины названы не были.
Просмотрев Марию с 4 партнёрами, Олег Васильев остановил свой выбор на французском фигуристе Жероме Бланшаре, который уже занимался в группе Васильева и пробовался в паре с Валерией Воробьёвой, но данный дуэт не сложился. Выступать новая пара решила за Россию. Но они заняли лишь 7-е место на чемпионате России 2011 и не смогли, таким образом, войти в сборную страны, оставшись без финансовой поддержки Федерации. После этой неудачи Бланшар вернулся во Францию, решив закончить любительскую карьеру. Мария Мухортова планировала  найти нового партнёра, однако этого ей сделать не удалось. С 2011 года выступает в ледовом театрализованном шоу «Russian Ice Stars».

## Программы
(с Ж.Бланшаром)
| Сезон     | Короткая программа                        | Произвольная программа                                      |
| --------- | ----------------------------------------- | ----------------------------------------------------------- |
| 2010—2011 | «Song from a Secret Garden» Secret Garden | «Танец принца и феи» из балета «Щелкунчик» П. И. Чайковский |

(с М.Траньковым)
| Сезон     | Короткая программа                                                        | Произвольная программа                         |
| --------- | ------------------------------------------------------------------------- | ---------------------------------------------- |
| 2009—2010 | «Appassionata» Secret Garden                                              | Саундтрек к фильму «История Любви» Франсис Лэй |
| 2008—2009 | «Nobody Home» Pink Floyd в исполнении Лондонского симфонического оркестра | «Барышня и хулиган» Дмитрий Шостакович         |
| 2007—2008 | «Otonal» Рауль ди Бласио                                                  | Прелюдия в С-минор Сергей Рахманинов           |
| 2006—2007 | Музыка из кинофильмов Альфред Шнитке                                      | Элегия Сергей Рахманинов                       |
| 2005—2006 | Baxter                                                                    | Рапсодия на тему Паганини Сергей Рахманинов    |
| 2004—2005 | «Quidam» из Cirque du Soleil Рене Дюпере                                  | «El dia que me quieras» Рауль ди Бласио        |
| 2003—2004 | Саундтрек к фильму «Мелодии белой ночи» Исаак Шварц                       | «The Day when Loving You» Рауль ди Бласио      |

## Спортивные достижения
(с Ж.Бланшаром)
| Соревнования/Сезон | 2010—2011 |
| ------------------ | --------- |
| Чемпионаты России  | 7         |

(с М.Траньковым)
| Соревнования/Сезон                   | 2003—2004 | 2004—2005 | 2005—2006 | 2006—2007 | 2007—2008 | 2008—2009 | 2009—2010 |
| ------------------------------------ | --------- | --------- | --------- | --------- | --------- | --------- | --------- |
| Зимние Олимпийские игры              |           |           |           |           |           |           | 7         |
| Чемпионаты мира                      |           |           | 12        | 11        | 7         | 5         | 4         |
| Чемпионаты Европы                    |           |           |           |           | 2         | 3         | 3         |
| Чемпионаты мира среди юниоров        | 3         | 1         |           |           |           |           |           |
| Чемпионаты России                    | 1J.       |           | 3         | 1         | 2         | 2         | 2         |
| Финалы Гран-при                      |           |           |           |           |           | 6         | 4         |
| Этапы Гран-При: Trophee Eric Bompard |           |           |           |           | 3         | 2         | 1         |
| Этапы Гран-при: Cup of Russia        |           | 6         | 4         | 7         | 4         |           |           |
| Этапы Гран-При: Skate America        |           |           |           | 5         |           | 3         |           |
| Этапы Гран-При: Skate Canada         |           |           | 7         |           |           |           | 2         |
| Finlandia Trophy                     |           |           |           |           | 1         |           |           |
| Nebelhorn Trophy                     |           |           |           |           |           | 2         |           |

- J = Юниорский уровень

(с П.Лебедевым)
| Event                                | 2001—2002 | 2002—2003 |
| ------------------------------------ | --------- | --------- |
| Чемпионаты мира среди юниоров        | 4         | 4         |
| Чемпионаты России                    | 3J.       | 5         |
| Финалы юниорского Гран-при           | 8         | 8         |
| Этапы юниороского Гран-при, Германия |           | 2         |
| Этапы юниороского Гран-при, Белград  |           | 1         |
| Этапы юниороского Гран-при, Швеция   | 3         |           |
| Этапы юниороского Гран-при, Острава  | 1         |           |

- J = юниорский уровень